# (1547) Nele
(1547) Nele – planetoida z pasa głównego asteroid okrążająca Słońce w ciągu 4 lat i 109 dni w średniej odległości 2,64 au. Została odkryta 12 lutego 1929 roku w Observatoire Royal de Belgique w Uccle przez Paula Bourgeoisa. Nazwa planetoidy pochodzi od Nele, żony ludowego bohatera Dyla Sowizdrzała. Przed nadaniem nazwy planetoida nosiła oznaczenie tymczasowe (1547) 1929 CZ.